# Muškatovčevke
Muškatovčevke (lat. Myristicaceae), biljna porodica u redu magnolijolike. Ime je dobila po rodu muškatni orah ili muškatnjak (Myristica). Postoji preko 500 vrsta unutar 21 roda.
Muškatnjak potječe vjerojatno s Molučkih otoka. Plod mu je poznat je kao muškatni orah čija je sjemenka obavijena arilusom. Arilus je u svježem stanju crven, a posušen žute boje, poznat je kao droga macis i primjenjuje se kao mirodija i lijek.

## Opis

### Taksonomija i genetika
Postoji oko 500 vrsta Myristicaceae u 20 rodova, ograničenih na pojedinačne kontinente. Stabla muškatnog oraščića prvi put su se pojavila u najranijim botaničkim radovima koji su se bavili istočnoazijskom regijom, a 1742. Linnaeus je ustanovio rod Myristica (muškatni orah), koji je ostao širok koncept i jedini rod u porodici do 1856. Warburg je proizveo prvi i posljednji veliki globalni tretman i prvo filogenetsko stablo Myristicaceae, i podijelio je dijelove Myristica u mnoge trenutno prihvaćene rodove. Svi moderni autori uključuju Myristicaceae unutar predačke loze dikotiledonih cvjetnica koje uključuju porodice kao što su Magnoliaceae, Canellaceae, Winteraceae i Annonaceae. Analize nukleotidnih sekvenci iz kloroplastnog gena rbcL dale su potporu za ovo postavljanje. Pokušali su Sauquet et al. rekonstruirati međugeneričku filogeniju unutar Myristicaceae. Potrebne su osnovne studije o raznolikosti vrsta unutar svakog roda kako bi se bolje razumjeli odnosi, evolucija karaktera i klasifikacija porodice.

## Rodovi
1. Familia Myristicaceae R. Br. (531 spp.)
  1. Mauloutchia (Baill.) Warb. (9 spp.)
  2. Neobrochoneura Figueiredo & Gideon F. Sm. (3 spp.)
  3. Brochoneura Warb. (1 sp.)
  4. Haematodendron Capuron (1 sp.)
  5. Doyleanthus Sauquet (1 sp.)
  6. Scyphocephalum Warb. (2 spp.)
  7. Pycnanthus Warb. (2 spp.)
  8. Staudtia Warb. (1 sp.)
  9. Coelocaryon Warb. (4 spp.)
  10. Compsoneura Warb. (17 spp.)
  11. Osteophloeum Warb. (1 sp.)
  12. Otoba (A. DC.) H. Karst. (12 spp.)
  13. Virola Aubl. (67 spp.)
  14. Bicuiba W. J. de Wilde (1 sp.)
  15. Iryanthera Warb. (24 spp.)
  16. Knema Lour. (93 spp.)
  17. Horsfieldia Willd. (104 spp.)
  18. Endocomia W. J. de Wilde (4 spp.)
  19. Gymnacranthera Warb. (7 spp.)
  20. Myristica Gronov. (176 spp.)
  21. Paramyristica W. J. de Wilde (1 sp.)